# Sebastian Krumbiegel

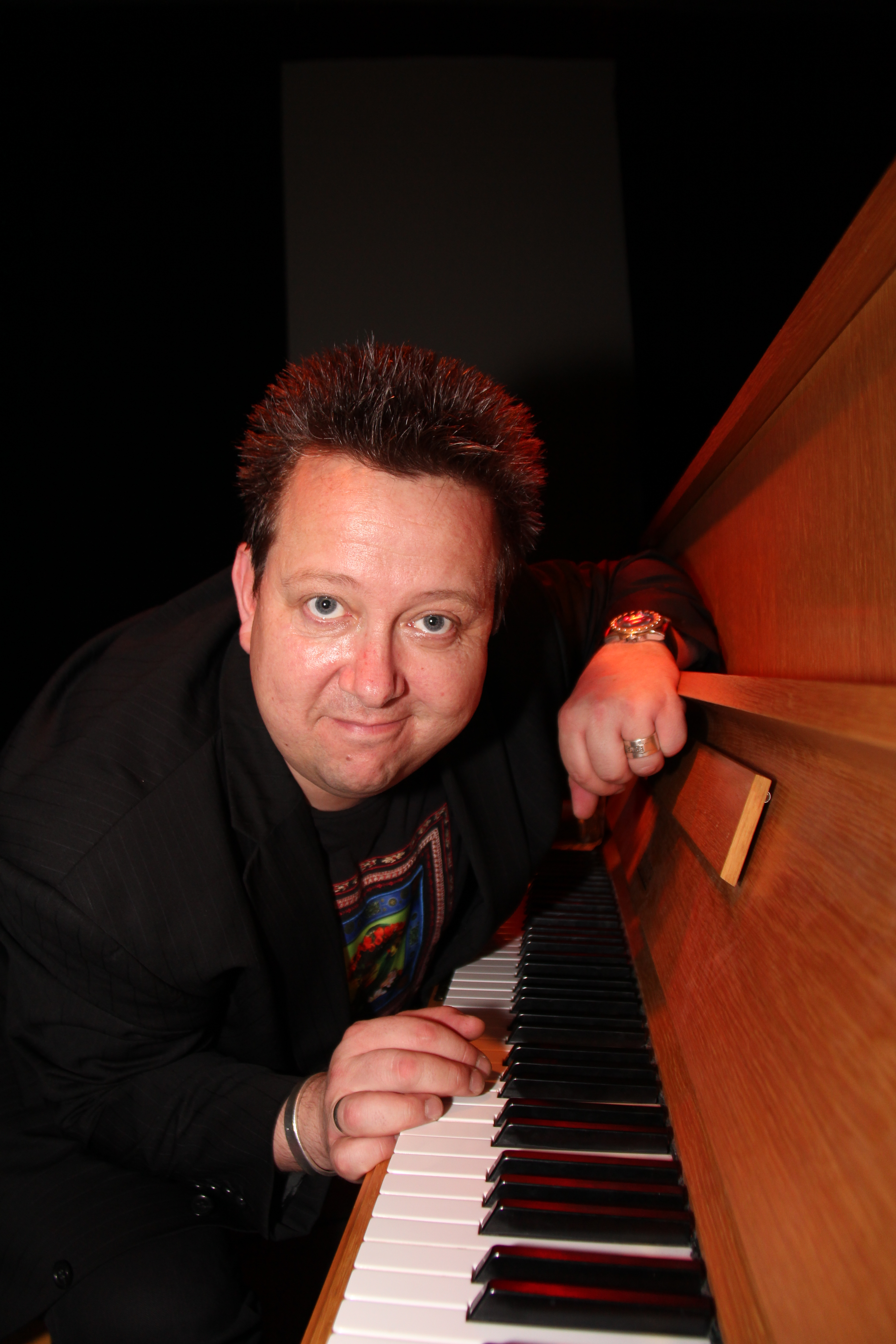
Sebastian Krumbiegel (2012)

Sebastian Krumbiegel (* 5. Juni 1966 in Leipzig) ist ein deutscher Sänger und Musiker. Krumbiegel ist Sänger und Frontmann der Band Die Prinzen sowie als Solokünstler und Autor aktiv.

## Leben

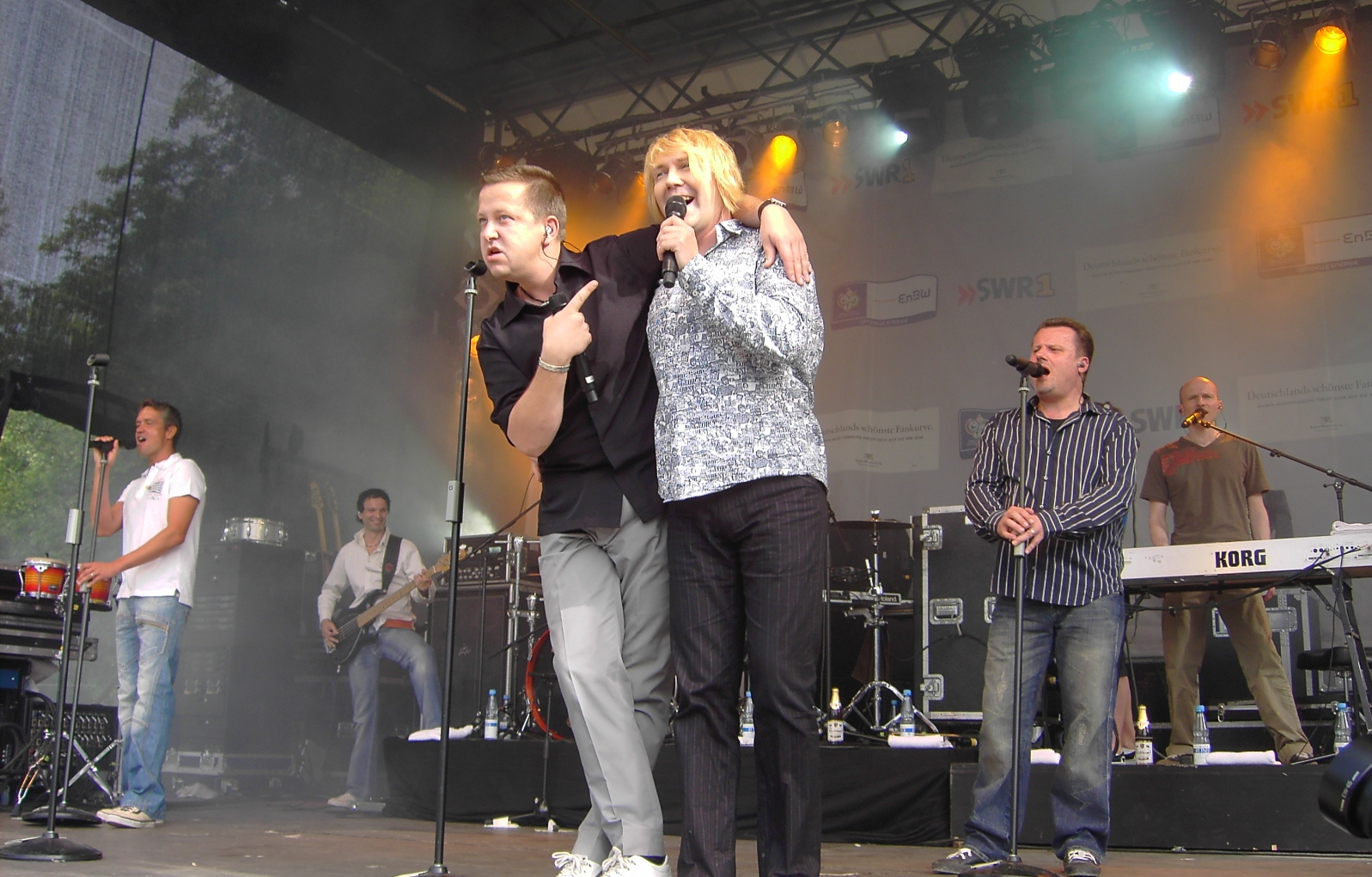
Krumbiegel (vorne links) zusammen mit Tobias Künzel (2006)

Sebastian Krumbiegel wurde 1966 als Sohn der Musikwissenschaftlerin und ehemaligen Direktorin des Bach-Museums Cornelia Krumbiegel – der Tochter der Opernsängerin Philine Fischer – und des Chemikers Peter Krumbiegel in Leipzig geboren und somit Teil der Musikerfamilie Fischer-Sannemüller-Krumbiegel. Sein älterer Bruder ist der Musiker und Musikwissenschaftler Martin Krumbiegel, seine Schwester Susanne Krumbiegel ist Sängerin. Sebastian Krumbiegels Vorname geht auf Johann Sebastian Bach zurück. Er wuchs in einem christlichen Elternhaus auf, trat allerdings 1990 aus der Kirche aus. Von 1976 bis 1985 besuchte Krumbiegel den Thomanerchor und die Thomasschule zu Leipzig. Dort machte er 1985 Abitur. Schon zu seinen Thomanerzeiten gründete er 1981 mit Wolfgang Lenk die Rockband „Phoenix“.
Vor und während seiner Armeezeit von 1985 bis 1987 sang er bei „Rockpol“. 1987 bis 1991 studierte Krumbiegel an der Leipziger Musikhochschule Schlagzeug und Gesang. Während des Studiums legte er mit der Gründung der Band „Die Herzbuben“ den Grundstein zu einer der erfolgreichsten deutschen Bands der 1990er Jahre. Mit dabei waren Wolfgang Lenk, Jens Sembdner und ab 1990 auch Henri Schmidt. 1991 stieß Tobias Künzel zur Band, der vorher bei Amor & die Kids war. Im selben Jahr änderte die Band ihren Namen in „Die Prinzen“. Die Singles „Millionär“, „Gabi und Klaus“ und „Mein Fahrrad“ stammen aus Krumbiegels Feder. 1995 heiratete er. 1998 gründete Krumbiegel den „Club Geheimrat“. Im selben Jahr nahm er mit dem Prinzen-Schlagzeuger Ali Zieme die Solo-CD „Krumbiegel – Kamma mache nix“ auf, die 1999 erschien. 2004 erschien sein zweites Soloalbum Geradeaus abgebogen, welches von Ralf Goldkind produziert und mit Thomas (git.) und Johnny Baumgärtel (dr.) sowie Knut Knutson (bg.) eingespielt und live dargeboten wurde. Im März 2010 folgte die CD Tempelhof, die Krumbiegel gemeinsam mit der Band Die Feinen Herren herausgegeben hat. Das Album wurde live in den Candy Bomber Studios auf dem Gelände des Berliner Flughafens Tempelhof eingespielt, wobei nahezu komplett auf digitale Technik verzichtet wurde. Im Frühjahr 2010 tourte der Sänger mit den Feinen Herren durch Deutschland. Nach wie vor ist Krumbiegel aber auch mit den Prinzen unterwegs, die 2011 ihr zwanzigjähriges Bandjubiläum feierten.
Sebastian Krumbiegel singt den Refrain auf der ersten Single-Auskopplung Das alles ist Deutschland aus dem Album Flersguterjunge des Rappers Fler. Bei dem Titel handelt es sich um eine Neuinterpretation des „Prinzen-Songs“ Deutschland.
2017 erschien sein Buch Courage zeigen – warum ein Leben mit Haltung gut tut, das er bei vielen Lesungen seitdem vorstellt und das 2021 Anlass für einen gemeinsamen Abend mit Gregor Gysi, Anja Reschke und Mo Asumang in der Elbphilharmonie in Hamburg war. Im selben Jahr sang Krumbiegel mit den beiden Rappern Eko Fresh und MoTrip den Song Was ist mit der Welt passiert ein, der sich auf dem Album König von Deutschland von Eko Fresh befindet, wofür es ein offizielles Musikvideo in schwarzweißen Bildern gibt, das Krumbiegel und Eko Fresh vor der Skyline der Stadt Köln zeigt.
Auch auf der Leinwand trat Krumbiegel immer wieder in Erscheinung. In Mulan, dem Zeichentrickfilm der Walt-Disney-Studios aus dem Jahr 1998, übernahm Krumbiegel die Gesangsparts der Figur Chien-Po. 2005 spielte er in dem Kinofilm Max und Moritz Reloaded die Rolle des Ex-NVA-Offiziers Axel. In Kevin – Die Vampirdoku übernahm er 2008 eine Gastrolle.
2024 belegte er bei der 10. Staffel der ProSieben-Show The Masked Singer als Krokodil den dritten Platz.

## Andere Aktivitäten

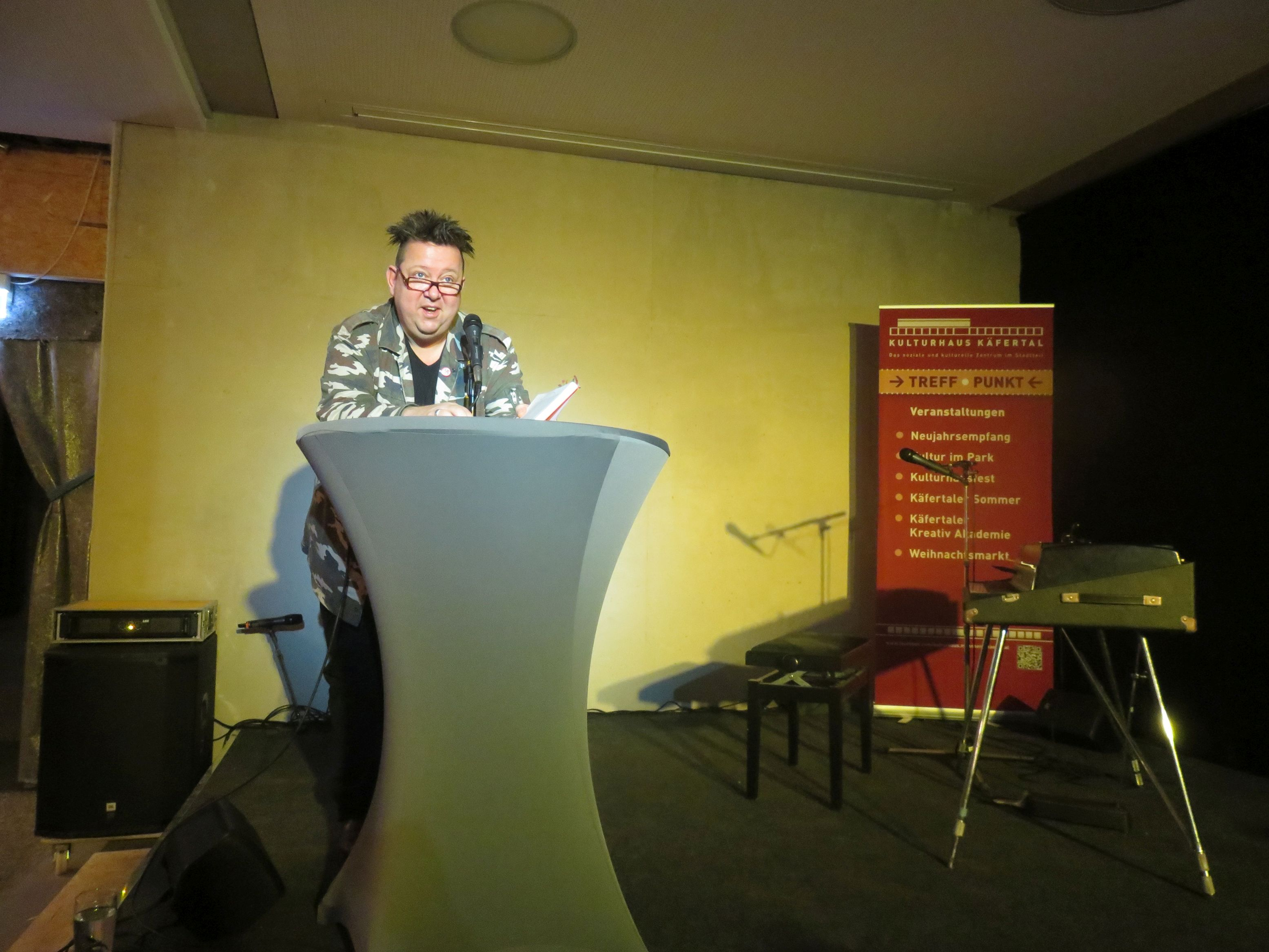
Krumbiegel bei einer musikalischen Lesung (2019)

Nach der Behandlung seines Sohnes auf einer Intensivstation wurde Krumbiegel 2002 Schirmherr des Ronald-McDonald-Hauses in Leipzig und übernahm für 15 Jahre die Patenschaft für ein Apartment. Krumbiegel engagiert sich seit vielen Jahren für das Jugendfestival LEIPZIG. COURAGE ZEIGEN. – Junge Musiker gegen Gewalt und Rassismus und als Unterstützer der Amadeu Antonio Stiftung, des Bündnisses Dresden Nazifrei, des Flüchtlingsrates Leipzig, des Opferfonds Cura und des Lokalen Aktionsplans Leipzig. Von 2007 bis 2009 war er Schirmherr der Ökumenischen Friedensdekade. Gemeinsame Auftritte als Sebastian Krumbiegel & Kristof Hahn hatte er 2007 im Rahmen der Aktionen Deine Stimme gegen Armut und MOVE AGAINST G8. Seit 2007 ist er einer der beiden Schirmherren bei Schule ohne Rassismus – Schule mit Courage der Pestalozzischule Sangerhausen. Ebenfalls 2007 unterstützte er das Aktionsbündnis Landmine.de, indem er im Rahmen einer 1.000.000-Unterschriften-Aktion mehr als 10.000 Unterschriften gegen Landminen und Streumunition sammelte, die an die Bundesregierung übergeben werden sollten. Seit 2009 ist er Schirmherr von „Canto elementar Leipzig“ (Internationales Netzwerk zur Förderung der Alltagskultur des Singens e. V.). 2010 war er Mitgründer der Denkfabrik Institut Solidarische Moderne. 2015 übernahm Sebastian Krumbiegel die Schirmherrschaft über die 3. Ausgabe von Nordakkord, dem Chorfestival der norddeutschen schwul-lesbischen Chöre, das vom 13. bis 16. August 2015 in Leipzig stattfand.
Sebastian Krumbiegel war Mitglied der 13. und 14. Bundesversammlung und nahm damit am 23. Mai 2009 bzw. am 30. Juni 2010 an den Wahlen des deutschen Bundespräsidenten teil. Er wurde jeweils von der SPD-Fraktion des Sächsischen Landtages nominiert.
Am 5. November 2021 trat Krumbiegel als Helmut Kohl im Musical Der Eierwurf von Halle des ZDF Magazin Royale auf. Seit Dezember 2022 ist er Botschafter des Deutschen Kinderhilfswerkes.

## Politische Positionen
Krumbiegel engagiert sich öffentlich für Demokratie, Frieden und Menschenrechte. Er vertritt eine pazifistische Grundhaltung, hält es aber für notwendig, gegen autoritäre Regime vorzugehen.
Außerdem positioniert er sich gegen Rechtsextremismus, rassistische und nationalistische Ideologien.

## Auszeichnungen
- Am 12. April 2012 wurde Krumbiegel in Erfurt für sein Eintreten für Bürgerrechte und Zivilcourage und für sein soziales Engagement insbesondere im Umgang mit Jugendlichen mit dem Humanismus-Preis des Deutschen Altphilologenverbandes ausgezeichnet.[18]
- Am 3. Dezember 2012 wurde Krumbiegel mit dem Bundesverdienstkreuz am Bande geehrt.[19][20]
- 2015 erhielt er den Bambi für Musik National
- Den Löwenherz-Friedenspreis 2023 nahm der Sänger nicht entgegen, da er „mit der Meinung einiger der Beteiligten zum Ukrainekrieg und dessen Ursachen nicht übereinstimme“.[21]

## Alben
- 1999: Kamma mache nix
- 2004: Geradeaus abgebogen
- 2005: Max und Moritz Reloaded Soundtrack
- 2007: Ängste und Träume (Hörbuch)
- 2010: Tempelhof
- 2012: Solo am Piano
- 2014: Ein Mann, sein Klavier und ihr
- 2015: Sing meinen Song – Das Tauschkonzert Vol. 2 (zusammen mit Tobias Künzel, Xavier Naidoo, Christina Stürmer, Daniel Wirtz, Andreas Bourani, Hartmut Engler und Yvonne Catterfeld)
- 2024: Aufstehen – weitermachen!

## Trivia
Für die Zeichentrickserie „Die Bambus-Bären-Bande“ sangen Nena und Sebastian Krumbiegel das Titellied Das Lied dieser Welt. Das Titellied und weitere Lieder sind 1996 – zusammen mit Audio-Erklärungen der Trickfilmfigur Wao Hao – auf CD erschienen.
Im Juni 2003 wurde Krumbiegel bei einem nächtlichen Spaziergang in einem Leipziger Park im Beisein seines Schlagzeugers Ali Zieme von zwei 23 und 27 Jahre alten Männern mit Baseballschlägern angegriffen. Er erlitt dabei mehrere Schürf- und Platzwunden am Kopf, eine Prellung der Schädeldecke sowie des Nasenbeins und eine Augenreizung. Auf der CD „Geradeaus abgebogen“ verarbeitete er den Überfall musikalisch.

## Filmografie
- 1998: Mulan (Gesangsstimme von Chien-Po)
- 2005: Max und Moritz Reloaded
- 2008: Kevin – Integration eines Mythos (Gastauftritt)
- 2008: 3. Oktober – Tag der deutschen Einheit am Brandenburger Tor (Fernsehfilm)[27]
- 2009: Dicke Hose
- 2012: Der verlorene Sohn: Uwe Böhnhardt – Der Weg in den Untergrund (TV)[28]
- 2015: Sing meinen Song – Das Tauschkonzert
- 2021: Der Eierwurf von Halle – Das Musical (ZDF Magazin Royale vom 5. November 2021)
- 2024: The Masked Singer Staffel 10 – Das Krokodil

## Dokumentation
- MDR Fernsehen: Lebensläufe – Sebastian Krumbiegel – ein "Prinz" mit Stimme und Courage – Drehbuch und Regie: Heike Bittner (Erstausstrahlung am 2. Juni 2016)[29][30]